# Музей истории города Ярославля
Музей истории города Ярославля — музей в городе Ярославле, посвящённый его истории.

## История
Музей открылся в 1985 году как филиал Ярославского историко-архитектурного музея-заповедника. В 1998 году он стал самостоятельным муниципальным музеем.

## Описание
Музей располагается в двухэтажном здании бывшей усадьбы купца В. Я. Кузнецова, находящемся в историческом центре города на Волжской набережной.
Первый этаж:
1. Ярославль XI—XV веков
2. Ярославль XVI—XVII веков
3. Ярославль XVIII—XIX веков
4. Ярославль во второй половине XIX — начале XX века
5. Политическая история Ярославля в первой половине XX века

Второй этаж
1. Ярославль с 1960-х до современности
2. Зал трудовой славы
3. Выставочный зал
4. Знаменитые ярославцы
5. Парадный зал
6. Зал международных связей

Имеется 3 филиала:
- Мемориальный Дом-музей М. Богдановича. Посвящён классику белорусской литературы Максиму Богдановичу, учившемуся в Ярославле. Открыт в 1991 году.
- Городской выставочный зал им. Н. А. Нужина. Открыт в 1996 году.
- «Дом муз» — музей современного искусства. Открыт в 1989 году; филиал Музея истории города с 2010 года.

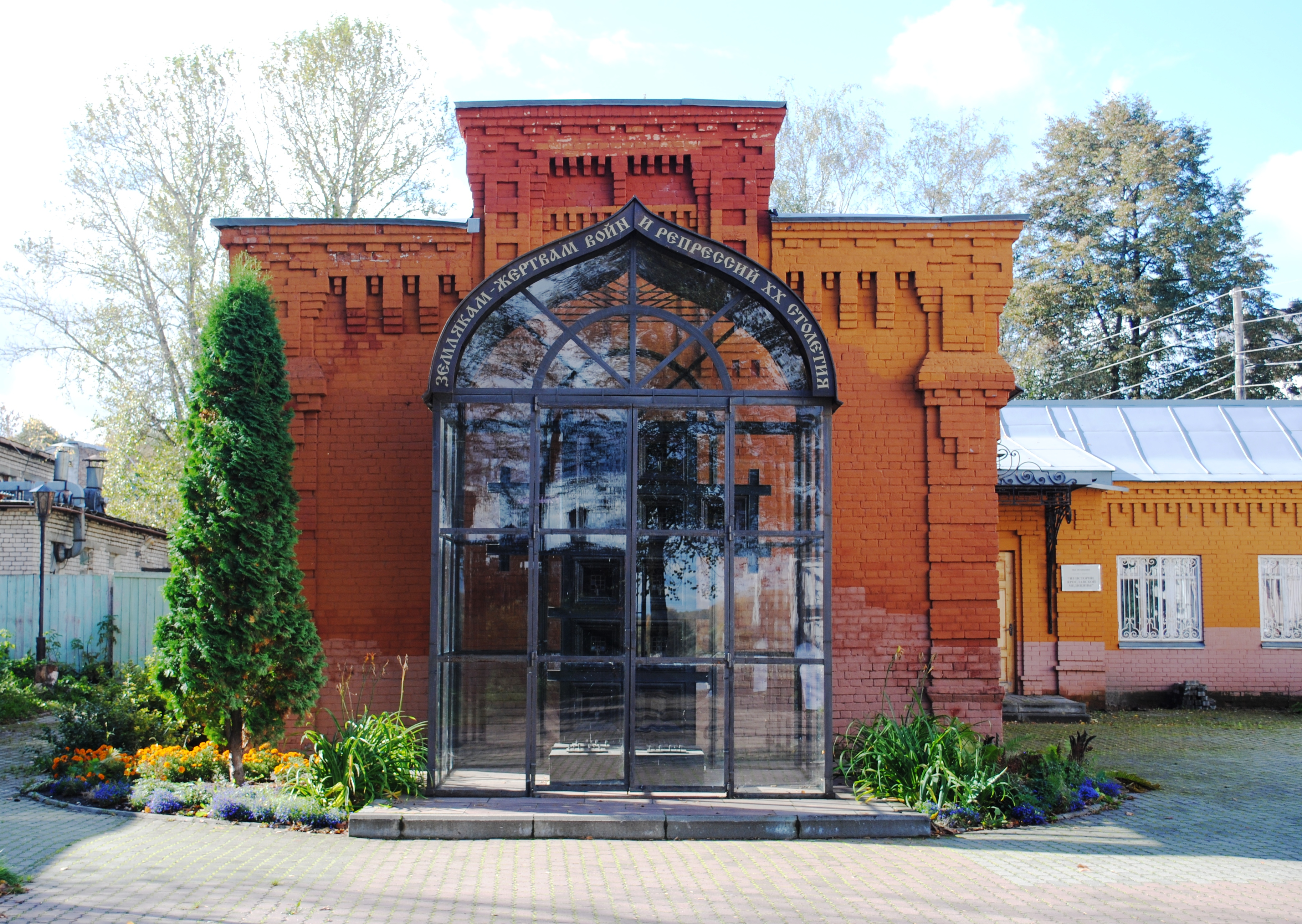
Мемориал Жертв войн и репрессий XX столетия. 2012 г.

На начало 2004 года у музея имелось 16132 единицы хранения. Наиболее ценными считались коллекции:
- Около 8 тысяч экслибрисов XIX—XX веков, собранных ярославским художником-коллекционером С. А. Смирновым.
- Графические работы 1950—1980-х годов ярославского художника С. А. Глушкова.
- Около 11 тысяч единиц археологических материалов XIII—XV веков, обнаруженных на территории городского центра.
- Ювелирные изделия художника-ювелира Н. А. Нужина.
- Предметы XIX—XX веков, связанные с развитием медицины и аптечного дела в городе.

На территории музея расположен Мемориал Жертв войн и репрессий XX столетия.
В 2023 году музей посетили 55 тысяч жителей и гостей города. В 2024 году завершился ремонт музея, проведённый в рамках нацпроекта «Культура». Модернизированы четыре зала музея.